# 薛德音
薛德音（6世纪—621年6月5日），隋朝官员，出自河东薛氏，薛道衡的从子。

## 生平
薛德音有俊才，出仕初任为游骑尉。帮助魏澹修《魏史》，书成之后，转任著作佐郎。越王杨侗在东都称帝，后来王世充僭号为郑帝，军书檄文，都出自薛德音之手。世充平，以罪伏诛。唐朝秦王李世民平定王世充，唐高祖李渊把薛德音作为凶党，和段达、单雄信、朱粲、杨汪等人一起诛杀。薛德音所有文章，大多流行当时，与族弟薛收、族侄薛元敬齐名，世称河东三凤。